# Skeletocutis lilacina
Skeletocutis lilacina är en svampart som beskrevs av A. David & Jean Keller 1984. Skeletocutis lilacina ingår i släktet Skeletocutis och familjen Polyporaceae.  Arten är reproducerande i Sverige. Inga underarter finns listade i Catalogue of Life.